# Бойко, Андрей Вадимович
Андре́й Вади́мович Бо́йко (укр. Андрій Вадимович Бойко, род. 15 декабря 2002, Киев) — украинский певец, победитель международного конкурса «Детская Новая Волна 2014», серебряный призёр «Славянского базара 2014», а также двукратный участник и финалист третьего сезона украинского проекта «Голос. Дiти».

## Творчество
Андрей Бойко родился в семье музыкантов: мать — скрипачка, отец — гобоист. Интерес к музыке у Бойко начался с увлечения творчеством Элвиса Пресли. Позднее у него появился ещё один кумир — Фредди Меркьюри. В 6 лет он впервые вышел на сцену Киевской филармонии, исполнив партию барабана в Симфонии игрушек Моцарта в сопровождении камерного оркестра. Профессионально заниматься вокалом Андрей в 8 лет, когда его отдали в детскую эстрадно-вокальную студию «Співайко».
В 2013 году стал полуфиналистом первого сезона телепроекта «Голос. Діти», попав по результатам слепых прослушиваниях в команду Олега Скрипки. В этом же году занял первое место на телевизионном проекте «Крок до зірок» (рус. «Шаг к звёздам»). Стал полуфиналистом национального отбора «Детского Евровидения». В этом же году стал воспитанником продюсерского центра «Парадиз».
В июле 2014 году занял второе место на XII международном детском музыкальном конкурсе «Витебск-2014», проходящем в рамках фестиваля «Славянский Базар». В августе стал победителем «Детской Новой волны 2014». В сентябре принял участие в проекте «Хочу к Меладзе», который Константин Меладзе запустил для поиска участников для нового бой-бэнда, однако не прошёл дальше из-за своего возраста.
В декабре 2015 года вышел дебютный клип на песню «Ангел», которую написал Андрей Француз. Режиссёром клипа выступил Евгений Толмачев. Клип стал призом[уточнить] за победу в конкурсе «Young Voice of Music Box 2015», которой проводил украинский телеканал Music Box UA.
В 2016 году Бойко стал участником третьего сезона украинского телепроекта «Голос. Діти». На слепых прослушиваниях к нему повернулись все трое наставников, пойти он предпочёл в команду Монатика. Бойко дошёл до финала конкурса, однако в итоге победителем третьего сезона стала Элина Иващенко.
В 2018 году прошёл кастинг во второй сезон телесериала «Школа», в котором ему досталась роль нового ученика 10-А класса. Признан Фаворитом Экспертов в номнинации «Молодой талант года» по результатам украинского рейтинга народных предпочтений «Фавориты Успеха — 2018».
В 2021 году вышел дебютный EP «No Sleep», выпущенный им под псевдонимом Askilla.

## Дискография

### Студийные альбомы
| Год  | Название       |
| ---- | -------------- |
| 2019 | «Мир на двоих» |

#### «Мир на двоих»
| №   | Название          | Длительность |
| --- | ----------------- | ------------ |
| 1.  | «Мир на двоих»    | 3:37         |
| 2.  | «Иди ко мне»      | 2:43         |
| 3.  | «Save my life»    | 3:08         |
| 4.  | «Медленно»        | 3:12         |
| 5.  | «Сойти с ума»     | 3:19         |
| 6.  | «Не трогай меня»  | 2:51         |
| 7.  | «Не улетай»       | 3:24         |
| 8.  | «Изольда»         | 2:45         |
| 9.  | «Последний танец» | 2:52         |
| 10. | «200»             | 3:23         |

### Синглы
- «Девочка со мной» (2019)
- «Не просто так» (2020)

## Галерея

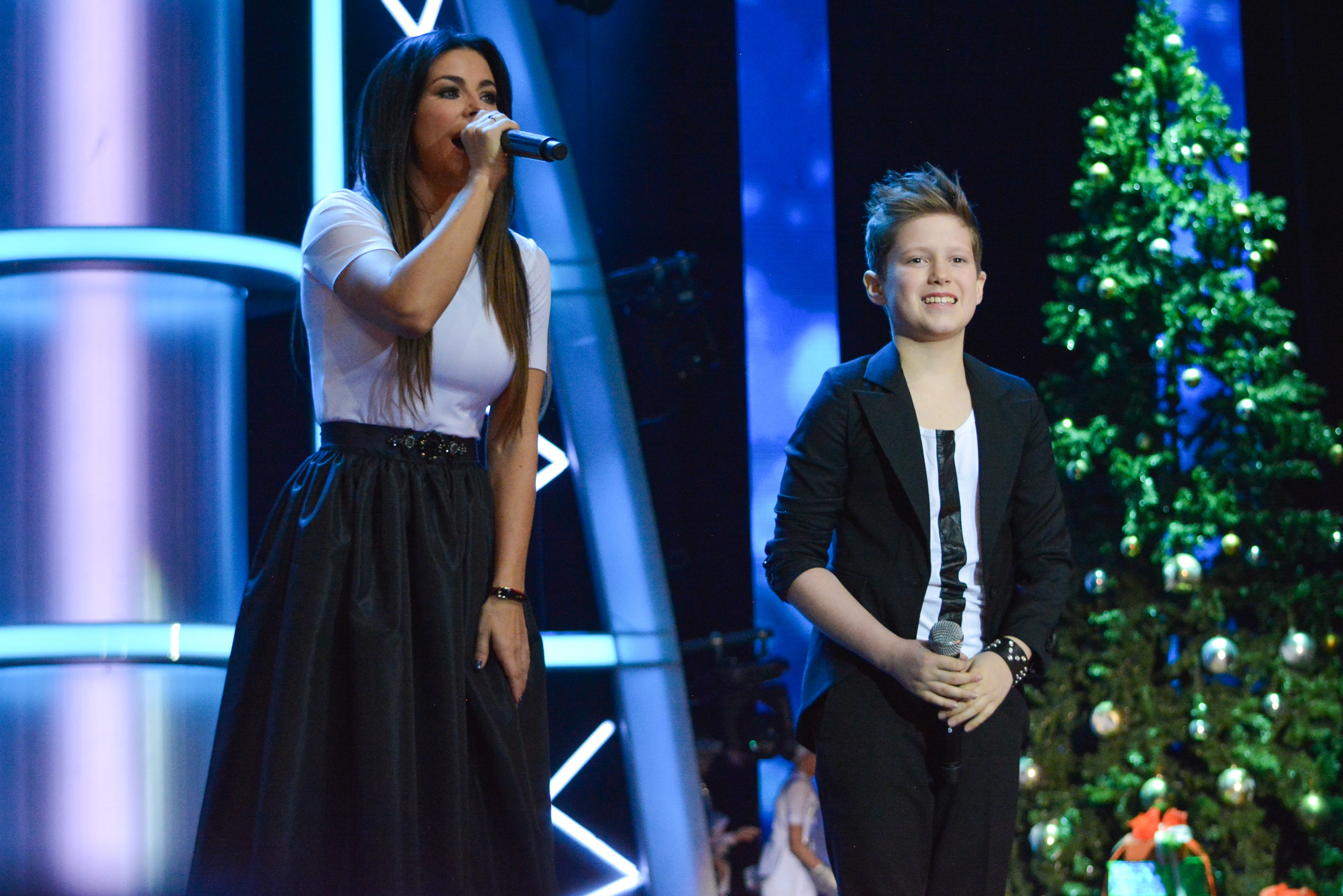
Ани Лорак и Андрей Бойко на Рождественской Песенке года 2014
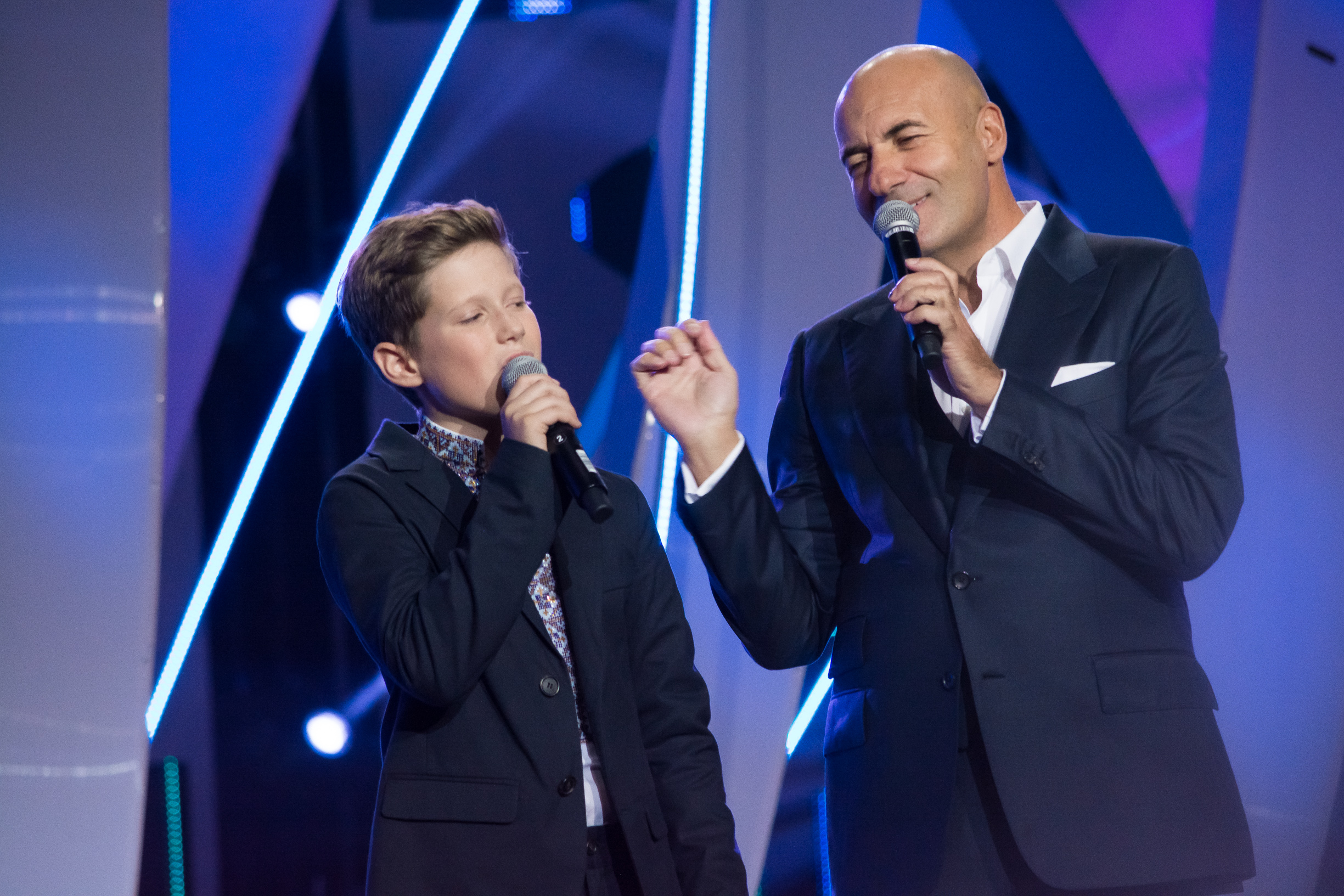
Выступление с Игорем Крутым на Рождественской Песенке года 2015
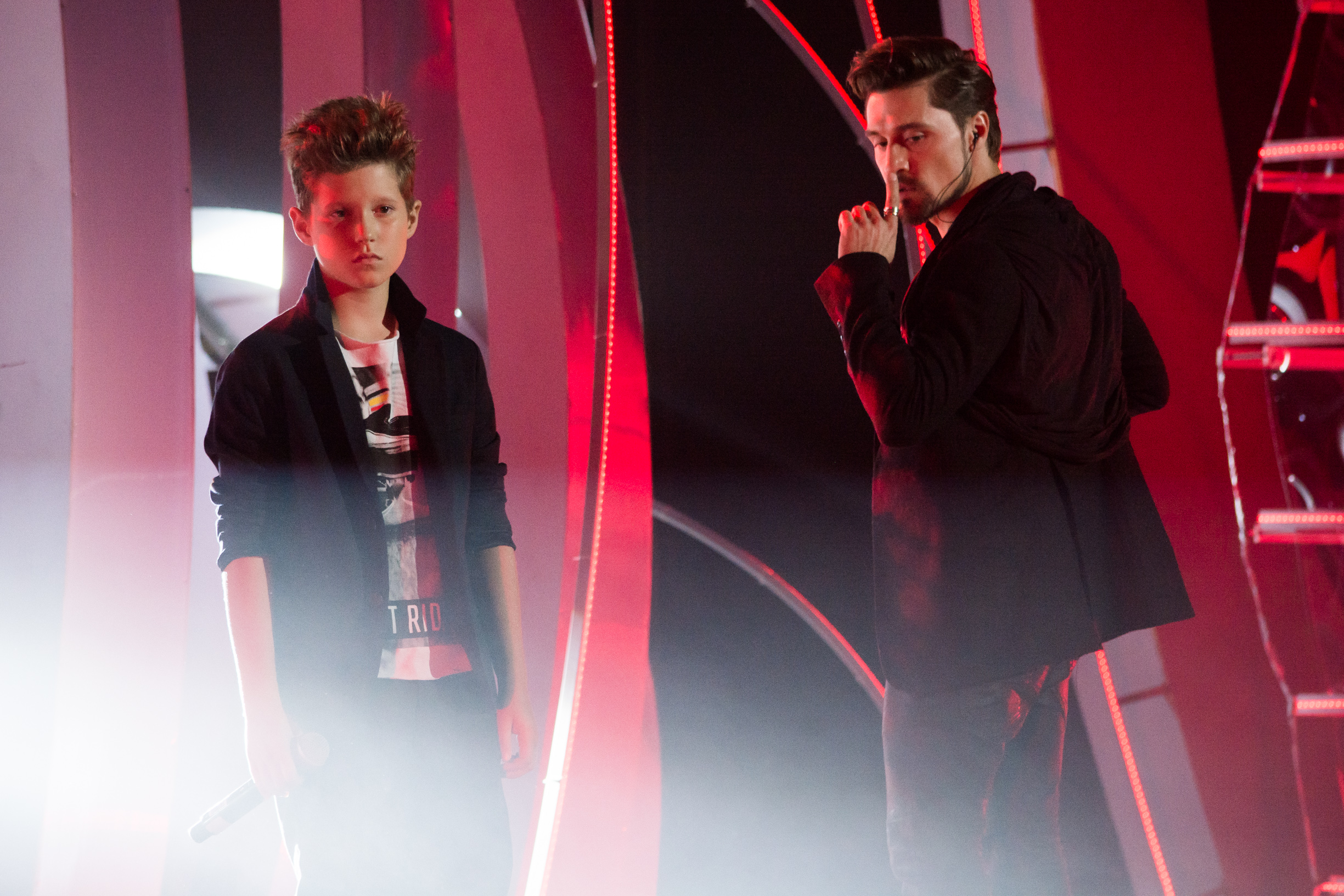
Дуэт с Димой Биланом на Рождественской Песенке года 2015
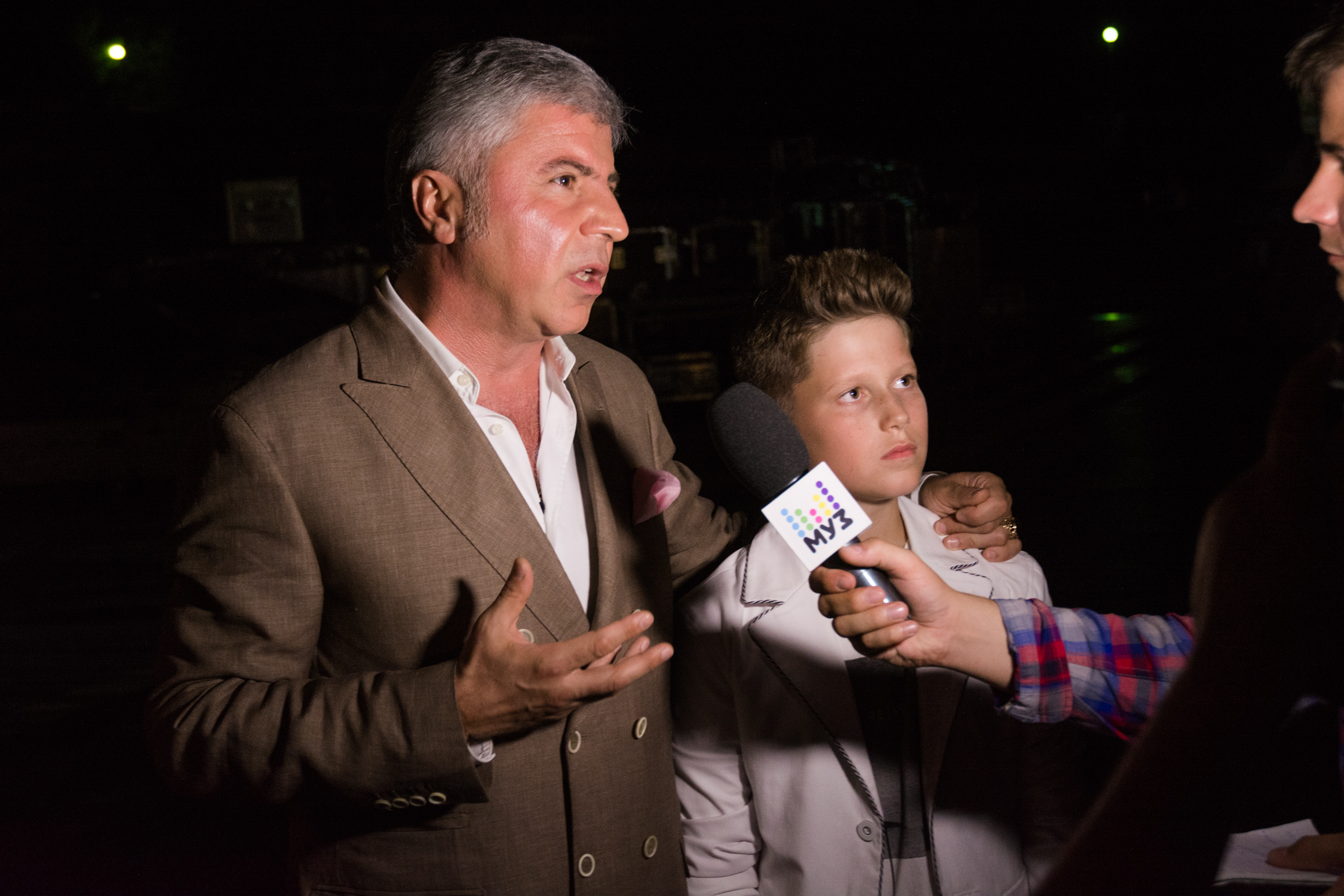
Сосо Павлиашвили и Андрей Бойко на интервью телеканалу Муз-ТВ
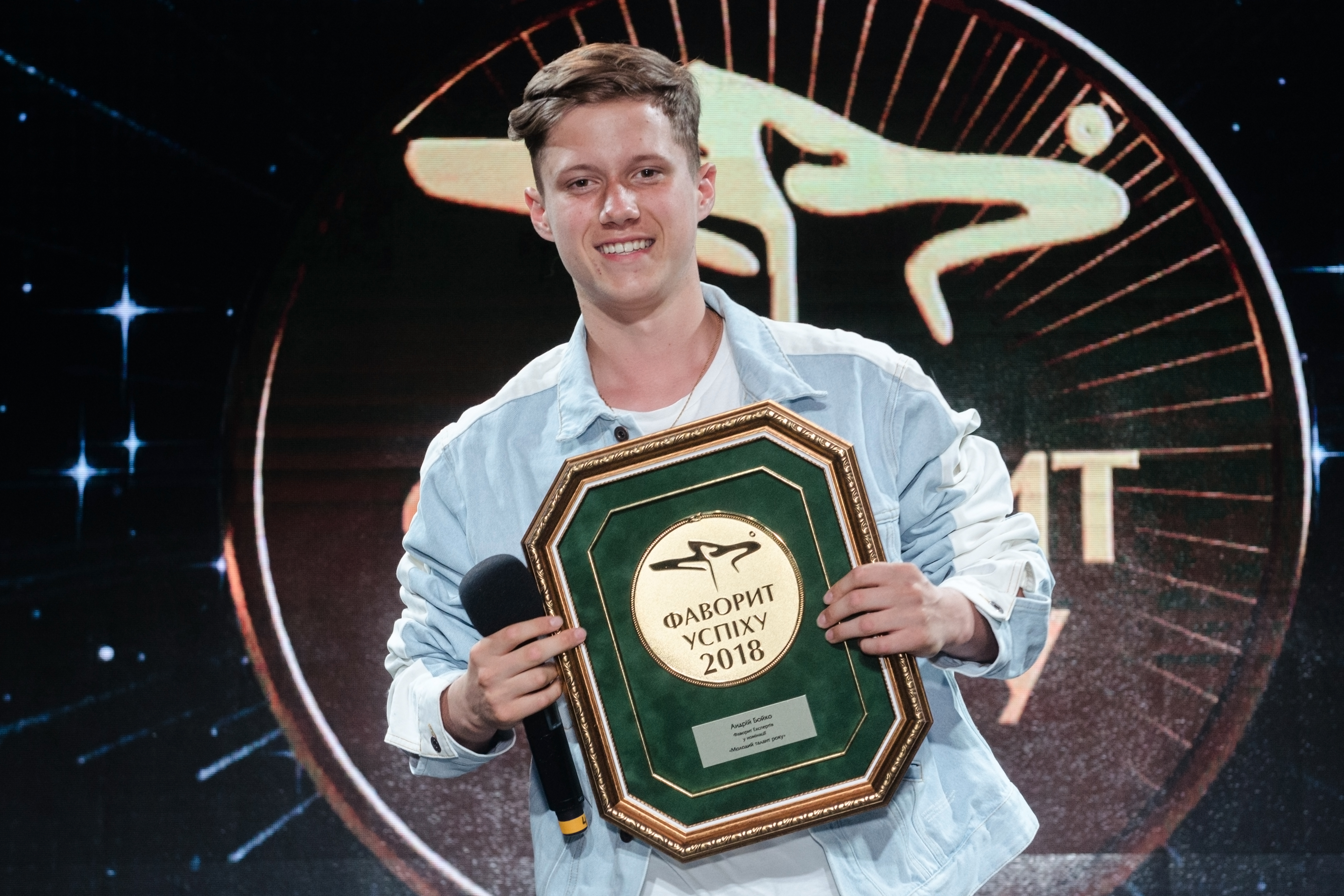
Андрей Бойко на церемонии награждения «Фаворитов Успеха – 2018»